# Fleischer Antal (kémikus)
Fleischer Antal (Kecskemét, 1845. július 19. – Kolozsvár, 1877. november 28.) magyar vegyész, egyetemi tanár.

## Élete
Fleischer Bernát kereskedő és Schveiger Jozefin fia volt. Középiskolai tanulmányait a kecskeméti református főgimnáziumban végezte. Gyógyszerész akart lenni, ezért apja Gallé Emil gyógyszerészhez adta Kecskemétre, ahol két évet gyakornokként, egyet segédként töltött. Tizennyolc éves korában Pestre ment a Fauser-féle gyógyszertárba, majd Steierbe, a Brittinger-féle gyógyszertárba. Itt egy évet és tíz napot töltött. 1865–1866-ban a bécsi egyetemen végezte a gyógyszerészi kurzust, majd provisornak hívták Mosonba, ahol a megyei főorvos hivatalos átiratban felhívta őt gyógyszerészi oklevelének és keresztlevelének előmutatására. Ennek megtörténte után a főorvostól magánlevelet kapott, melynek következtében otthagyta Moson városát hazament szüleihez. Ekkor még hatályban volt az a  törvény, amely megtiltotta a zsidó származásúaknak a gyógyszerészi tevékenységet. Ez az akadály az önérzetes ifjút mélyen sértette s életében valóságos fordulóponttá vált.
Régi érdeklődését követve kémiát kezdett tanulni a budapesti egyetemen, Than Károly egyetemi tanár vegytani intézetében. Az 1867–1868. tanévben sikeresen letette a gyógyszerészi doktori szigorlatot, majd 1868–1872 között tanársegédként működött. Oktatói teendőin kívül önálló tudományos vizsgálatokkal is foglalkozott, melyeknek eredményeit a Magyar Tudományos Akadémiában, valamint külföldi szaklapokban közölte. Ennek elismeréséül az uralkodó 1872-ben a kolozsvári tudományegyetem felállítása alkalmával a vegytani tanszék rendes tanárává nevezte ki. Az ottani intézet berendezésére s felszerelésére szükséges intézkedéseket megtéve, a közoktatási minisztertől az 1872–1873. tanévre szabadságot nyert a külföldi kémiai laboratóriumok megszemlélésére. Ezen idejének legnagyobb részét a bonni egyetem újonnan felépített és berendezett kémiai laboratóriumában töltötte. Tanulmányi útjáról visszatérve, teljes erővel és fiatal hévvel hozzálátott tanári teendőihez; naponként reggeltől délig és délután késő estig a laboratóriumban volt. 1874-ben a kolozsvári egyetem gyógyszerész-hallgatóinak egylete állandó tiszteletbeli elnökévé, 1875. május 10-én pedig a magyarországi gyógyszerész-egylet tiszteletbeli tagjává választotta. 1877-ben a közoktatásügyi miniszter felszólította az egyetemet, hogy a gyógyszerész-növendékek alaposabb kiképeztetése érdekében javaslatot készítsen; ezen javaslat kidolgozásával Fleischert bízták meg. Magánélete rendezetlensége miatt öngyilkosságot követett el. Ravatalánál Genersich Antal és Martin Lajos búcsúztatta.
Rövid, öt évi tanári működése alatt számos kémiai fölfedezéssel megörökítette nevét nemcsak a hazai, hanem a külföldi kémiai szakirodalom terén is. Főként ásványvízelemzéssel és ciánvegyületekkel foglalkozott. Fleischer volt az első zsidó származású egyetemi tanár Magyarországon.

## Munkái
- Közlemények a m. kir. egyetem vegytani intézetéből. A szobránczi hideg sós-kénes ásványviz vegyi vizsgálata, A fölmangansavas kálium behatásáról szerves savakra. Pest, 1872. dr. Steiner Antallal együtt, előterjeszti Than K. (M. t. akad. Értekezések a term. tud. kör III. 5.) REAL-EOD
- Vizsgálatok a kolozsvári m. k. tud. egyetem vegytani intézetéből. A dithio-cyansavról. A rhodanammon néhány kettős sójáról. A málnási ásványvíz vegyi vizsgálata. A torjai »Büdösön« előforduló kénsavforrásokról. A ditrói sodalith összetételéről. Bpest, 1875–77. (Értek. a term. tud. kör VI. 5. REAL-EOD; VII. 1.REAL-EOD)
- A cyansav vegyületek szöveti alkatáról. Bpest, 1877. (Értekezések a term. tud. kör VII. 15.) REAL-EOD

Vegytani cikkei és értekezései a Természettudományi Közlönyben (1870. A kenyér tápértéke, 1871. A kéncyankalium egyvegyű módosulata), a Berichte d. deutschen chemischen Gesellschaft című szaklapban (Berlin, 1871. Die isomere Modification des Schwefelciancaliums, 1872. Die Einwirkung des übermangan-sauren Kaliums auf Weinsäure, 1873. Oxicymol aus Campfer, Untersuchungen über einige Körper der Kampfergruppe, Carvol-Carvacrol; a két utóbbi cikket Kekulé Ágosttal együtt írta); az Akadémiai Értesítőben (1871. a kéncyankalium egyvegyű módosulatáról); a Liebig-féle Annalen der Chemie-ben (I. 1875. Über Dithio cyansäure, Über einige Doppelsalze des Rhodan Ammons); az Erdélyi Muzeumban (1876–77. Közlemények a m. kir. tud. egyetem vegytani intézetéből).